# Ганс Адольф Кребс
Ганс Адольф Кребс (нім. Hans Adolf Krebs; 25 серпня 1900, Гільдесгайм — 22 листопада 1981, Оксфорд, Велика Британія) — німецько-англійський біохімік. Член Лондонського королівського товариства (1947) і Національної Академії наук США (1964).

## Біографія
За походженням єврей .
- 1919-1924: вчився у Геттінгені, Фрайбурзі, Мюнхені, Берліні.
- 1924-1930: працював у Отто Варбурга.
- З 1930: працював у клініці.
- 1932-1933: викладав у Фрайбурзького університету.
- 1933-1935: працював у Кембріджському університеті.
- 1935-1954: працював у Шеффілдському університеті.
- 1954-1967: працював у Оксфордському університеті.
- З 1967 — професор Королівської лікарні в Оксфорді.

## Основні роботи
Вніс основний внесок у розробку циклу трикарбонових кислот (цикл Кребса). У 1932 описав орнітиновий цикл синтезу сечовини в печінці тварин.

## Нобелівська премія
Лауреат Нобелівської премії з медицини в 1953 році спільно з Фріцем Ліпманом.